# (2295) Matusovskij
(2295) Matusovskij (1977 QD1) – planetoida z pasa głównego asteroid okrążająca Słońce w ciągu 4,95 lat w średniej odległości 2,9 au. Odkryta 19 sierpnia 1977 roku.